# فيجانيلا

## السكان
في سنة 1861 بلغ عدد السكان 471 نسمة، وتطور العدد ليصل في سنة 2011 لـ 174 نسمة.
يظهر هذا المخطط البياني تطور النمو السكاني لـ فيجانيلا

## مقدمة
هي قرية صغيرة تقع في إيطاليا في أسفل واد عميق، وتحيط بها جبال شاهقة من جميع الاطراف.هذا يعني أنه من الطبيعي، في كل عام من منتصف نوفمبر إلى أوائل فبراير، ليس لضوء الشمس ممر أو منفّذ لتلك القرية
ويرجع ذلك إلى الجبال بلدة لا تحصل على أشعة الشمس المباشرة لمدة 83 يوما في السنة, ، وقد تم أصلاح المُشكلة بشكل دائم وعبر حل علمي ، وفيزيائي، مما سمح للقرية المحرومة من الأستحمام بنور الشمس عبر أصلاح المشكلة إلى الأبد.

## حل المشكلة
تم أصلاح المُشكلة بشكل دائم وعبر حل علمي ، وفيزيائي، مما سمح للقرية المحرومة من الأستحمام بنور الشمس عبر أصلاح المشكلة إلى الأبد , وذلك بفضل تألق Bonzani جياكومو، وهو مصمم معماري، أصبح يتواجد الآن على سفوح الجبل فوق Viganella، مرآة عملاقة تعكس أشعة الشمس وتحولها نحو ساحة البلدة. والآن وهو المكان الذي لم ير أشعة الشمس خلال فصل الشتاء منذ بداية الزمن، استحم فجأة في ضوئها المجيد والدافئ، وتبلغ مساحة المرآة 40 متر مربع، وعرضها 8 أمتار وعلوها 5 أمتار، وتقع على بعد حوالي 870 متر فوق القرية. ما هو أكثر من ذلك إنه يُجرى التحكم بها عبر الكومبيوتر حيث تتمتع بمرونة بالحركة تسمح لها التكيف والتموضع حسب دوران الأرض حول الشمس، وقد أصبحت تلك المنطقة موقع جذب سياحي منذ إطلاق عجلة ذلك المشروع.
وفقا لBonzani، الذي جاء للمرة الأولى مع فكرة تعكس أشعة الشمس إلى القرية، والذي أضاف قائلاً ”لقد كنت على يقين ولدي ثقة في الفيزياء ”، وقد تم وضع التصاميم الفعلية للمرآة من قبل بارلوكو اميليو، وهو مهندس فنان ومحترف حيث لم يكن من الممكن الحصول على مرآة جاهزة والمطلوب العثور على المواد المناسبة، والتعرف على التكنولوجيا والبحث خصوصا عن مصدر التمويل حيث بلغت كلفة المشروع بأكمله حوالي 100،000 يورو. وأعتقد أنه لأمر رائع حقا عندما يتم استخدام التكنولوجيا بطرق مبتكرة لجعل حياة الناس أفضل.

## التكلفة
وقد بنيت المرآة بتكلفة قدرها 100000 € ، أو ما يقرب من 540 € لكل المقيمين.